# Ulisse Nurzia
Ulisse Nurzia (L'Aquila, 11 febbraio 1871 – L'Aquila, 19 novembre 1956) è stato un imprenditore e pasticcere italiano, considerato l'inventore del torrone tenero al cioccolato aquilano.

## Biografia
Ulisse Nurzia nacque nel 1871 all'Aquila da Francesco Saverio Nurzia ed Emilia Perrotti. Erede dell'omonima famiglia che aveva iniziato la commercializzazione di dolci e liquori già all'inizio del XIX secolo, si formò come pasticcere a Milano e Parigi subentrando ben presto al padre nella gestione dell'Antica pasticceria e fabbrica di liquori Saverio Nurzia & figli, fondata nel 1835 ed ancora esistente.
Ulisse, detto Ninetto, diede un vistoso impulso all'attività di famiglia con una maggior cura del confezionamento e l'esportazione di numerosi prodotti; a lui si deve anche la creazione di una particolare varietà di torrone nocciolato – realizzato con cacao svizzero e vaniglia e caratterizzato da un impasto molto morbido – che esordì nel 1901 sul catalogo della pasticceria e fu poi brevettato nel 1910 con il nome di "Torrone Nurzia". Il prodotto ebbe un notevole successo, ricevendo premi nazionali e venendo lodato anche da papa Pio X. Ulisse tentò quindi di esportare la produzione del torrone anche a Milano, in modo da tentare una commercializzazione anche fuori dai confini nazionali, ma il risultato fu mediocre, probabilmente a causa del diverso grado di umidità tra la conca aquilana e la pianura Padana.
Nel 1940 Ulisse e la moglie Vincenza Donatelli si ritirarono dall'attività lasciando campo libero ai figli Tito, Ada e Ines che continuarono la produzione del torrone Nurzia in maniera indipendente, dietro due marchi differenti – i Fratelli Nurzia e le Sorelle Nurzia, ancora esistenti – , in accesa concorrenza tra loro.